# Punitovci
Punitovci su općina u Hrvatskoj, u Osječko-baranjskoj županiji. Prema popisu stanovništva iz 2001. općina Punitovci imala je 1850 stanovnika.

## Stanovništvo
Današnje stanovništvo Punitovaca većinom su potomci hrvatskih obitelji, s područja Plehana s planine Vučjak, te iz Modriče i Tramošnice, naseljenih na ovo područje za vrijeme biskupa Josipa Antuna Ćolnića. 
Prema popisu iz 2021. godine, općina Punitovci imala je 1562 stanovnika, od čega samo mjesto Punitovci ima 566 stanovnika.
Josipovac Punitovački, kao najveće mjesto općine, ima 806 stanovnika, a njegovi današnji stanovnici potomci su Slovaka koje je 17. siječnja 1881. doveo biskup Josip Juraj Strossmayer
Jurjevac Punitovački mjesto je s oko 300 stanovnika.
| broj stanovnika | 659   | 832   | 789   | 2561  | 2631  | 2873  | 3027  | 3446  | 2724  | 3135  | 2605  | 2377  | 2269  | 2027  | 1850  | 1803  | 1562  |
|                 | 1857. | 1869. | 1880. | 1890. | 1900. | 1910. | 1921. | 1931. | 1948. | 1953. | 1961. | 1971. | 1981. | 1991. | 2001. | 2011. | 2021. |

| broj stanovnika | 659   | 832   | 789   | 869   | 878   | 943   | 882   | 926   | 955   | 1018  | 943   | 829   | 809   | 741   | 641   | 635   | 566   |
|                 | 1857. | 1869. | 1880. | 1890. | 1900. | 1910. | 1921. | 1931. | 1948. | 1953. | 1961. | 1971. | 1981. | 1991. | 2001. | 2011. | 2021. |

## Uprava
Općinska načelnica je Jasna Matković.

## Povijest
Punitovci se prvi put spominju 1263. godine kao «terra Ponith», susjedno naselje imanja Ilok (Ujlak). U dotursko doba u susjedstvu Punitovaca ležala su sela Matijevci i Vrtalovci koja su raseljena krajem XVII. stoljeća.
Punitovci se spominju godine 1579. u turskom defteru (Popis sandžaka Požega 1579. godine = Defter-i mufassal-i liva-i Pojega 987.), Osijek, 2001.), vjerojatno kao vlaško naselje koje ima tek 10 kuća.[nedostaje izvor]
Kao derbendžije mosta na rijeci Vuki, stanovnici Punitovaca su, na osnovi carske zapovijedi, bili oslobođeni devširme te izvanrednih nameta i poreza. 
Stanovništvo se, po popisu iz 1579., bavilo uglavnom proizvodnjom žitarica te, kao i obližnja varoš Gorjani, pčelarstvom.
Austrijski popis iz 1736. ne spominje Punitovce pa je moguće da je mjesto napušteno jer je razdoblje od 1702. – 1736. vrijeme osipanja stanovništva kada mnoga naselja nestaju. Uzrok tomu je blizina Vojne krajine pa se stanovništvo koje želi ostati slobodno premješta u druge krajeve.
Novo naseljavanje proveo je oko 1754. biskup Josip Čolnić. On je naselio hrvatske obitelji iz okolice Plehana s planine Vučjaka te iz Modriče i Tramošnice, odnosno iz okolice Gradačca.
Tada je u Punitovce doselilo 16 hrvatskih porodica izbjeglih iz Bosne. Kao glavari tih porodica spominju se: Ivan Bilčeta, Antun Bilvan, Nikola Derlić, Ivan Ilić, Agustin Ivanošević, Nikola Đurković, Vid Kovačević, Miško Kovačević, Dujam Kovačević, Toma Kovač, Martin Lović, Simun Marošević, Andrija Milanović, Vid Martinović i Ivan Poljak.
Novodoseljeno katoličko stanovništvo drži do 170 kuća, a naseljenici koji dolaze iz drugih područja drže tridesetak kuća. Župu Punitovci s pripadajućim mjestima Vuka, Široko Polje i Beketinci, osniva 1767. godine biskup Josip Čolnić.
Do početka XIX. stoljeća Punitovci su se povećali na 37 naseljenih kuća s 360 stanovnika. Kao "glavari kuća" spominju se Jakob Ilić, Grgo Ilić, Ilija Kovačević, Mato Đanić, Antun Matošić, Adam Harambašić, Antun Suvanić, Joso Suvanić, Joso Ivanović, Joso Milanović, Simun Milovanović, Mijo Lozić, Marko Kovačević, Duka Kovačević, Ilija Kovačević, Marijan Kovačević, Štipan Kovačević, Fabijan Kovačević, Petar Kovačević, Pavo Kovačević, Marko Martinović, Andrija Blažević, Marko Brodar, Joso Poljarević, Marko Šestaković, Marko Poljarević, Gašo Dilovanović, Antun Matković, Luka Brlić, Mato Matošević, Adam Kovačević i Ivan Ivanović. 
Krajem XIX. stoljeća u Punitovcima je bilo 869 stanovnika.

## Spomenici i znamenitosti
- Punitovci: spomenik Stjepanu Radiću;
- Josipovac: bista J. J. Strossmayeru, spomenik Janošyku
- Josipovac: bista svećeniku Andriji Šuljak
- Josipovac: skulptura na hrastovom trupcu "Dolazak Slovaka u Josipovac"

## Obrazovanje
- Vrtići
  - Dječji vrtić "Zvončica", Punitovci
- Područne škole
  - Područna škola "Josip Kozarac", Punitovci
  - Područna škola "Josip Kozarac", Jurjevac Punitovački
- Osnovne škole
  - Osnovna škola "Josip Kozarac", Josipovac Punitovački

## Kultura
U Punitovcima djeluje KUD "Veseli šokci"
U Josipovcu djeluje Slovačko kulturno umjetničko društvo  "Braće Banas" osnovano 1967. godine i Matica slovačka Josipovac, osnovana 1994.godine koja je orijentirana na očuvanje kulturne baštine, običaja i tradicija koje su Josipovčani donijeli iz rodnih krajeva sjeverozapadne Slovačke, naročito područja Kysuca.

## Šport
- NK Slavonija Punitovci
- NK Omladinac Josipovac Punitovački
- NK Zrinski Osječko 1664

## Vanjske poveznice
- Službene stranice Općine Punitovci